# Otmar Bergant
Otmar Bergant, slovenski urednik, * ?.

## Odlikovanja in nagrade
Leta 1996 je prejel častni znak svobode Republike Slovenije z naslednjo utemeljitvijo: »za njegovo predano delo v dejavnostih društev za boj proti raku«.